# Right Said Fred
Right Said Fred ist eine britische Pop-Band, die im Jahr 1989 von den Brüdern Fred (Christopher Abbott Bernard) Fairbrass und Richard Fairbrass gegründet wurde. Zu ihren größten Erfolgen zählen die Lieder I’m Too Sexy, Don’t Talk Just Kiss und You’re My Mate.
Markenzeichen sind die Glatzen der beiden Sänger und ihre durchtrainierten Körper. Der Bandname basiert auf dem gleichnamigen Hit, den der britische Schauspieler Bernard Cribbins 1962 in den UK-Charts platziert hatte. In den 1990er Jahren gehörte Rob Manzoli als drittes Mitglied zur Band.

## Geschichte
Seit 1989 treten Fred und Richard unter dem Namen Right Said Fred auf. 1990 kam ihr Freund Rob Manzoli als Gitarrist und Komponist zur Band. Er schrieb in den 1990er Jahren einige Songs für die Gruppe.
Die Musik der Band ist durch Dancefloor-Rhythmen und anzügliche Texte gekennzeichnet. Gleich die erste Single I’m Too Sexy wurde 1991 ein Hit und verkaufte sich weltweit etwa drei Millionen Mal. In Großbritannien kletterte der Song bis auf Platz 2 der Charts, in den USA bis auf Platz 1. Damit schrieb Right Said Fred Musikgeschichte, denn seit den Beatles war es keiner britischen Band gelungen, drei Wochen in Folge den ersten Platz der US-amerikanischen Charts mit einer Debütsingle zu belegen. Außerdem belegte ihr Debütalbum Up Platz 1 der britischen Charts. Es folgten die Singles Don’t Talk Just Kiss und Deeply Dippy, die sie weiter bekannt machten.
Aus ihrem zweiten Album Sex and Travel (1993) wurden die Songs Bumped und Hands Up for Lovers als Single ausgekoppelt. Auch dieses Album wurde erfolgreich und erreichte in Brasilien und Südafrika Platz 1 der Charts.
1995 erschien ihr drittes Album Smashing bei ihrem eigenen Label Happy Valley. Die drei daraus ausgekoppelten Singles Living on a Dream, Everybody Loves Me und Big Time waren jedoch nur mäßig erfolgreich.
1996 verließ Rob Manzoli die Band. Er arbeitete anschließend als Komponist und Studiomusiker.
Nach einer längeren Pause erhielten Right Said Fred Ende 2000 einen Plattenvertrag bei Kingsize Records/BMG Deutschland. 2001 gelang mit dem vierten Album Fredhead ein Comeback. Die erste von BMG produzierte Single (You’re My Mate) wurde später offizieller Song des südafrikanischen Rugbyteams und erreichte Platz 5 in den deutschen Charts. Die zweite (Mojive) wurde Hymne des Grand Prix in Hockenheim und die dritte (Lovesong) blieb zusammen mit dem Album insgesamt fünf Monate in den deutschen Charts.
2002 erschien ihr insgesamt fünftes Album, das zweite unter BMG, Stand Up mit der gleichnamigen Single.
Im Sommer 2003 traten sie als Vorband von Nena bei deren Deutschlandtournee auf.
2004 wurde eine Single mit Anke Engelke alias Doris Dubinsky für den Soundtrack von Der Wixxer produziert. Das Lied (The Wizard) stammte ursprünglich von der britischen Skaband Madness.
2005 erschien die Single Where Do You Go to My Lovely (ein Cover des gleichnamigen Titels von Peter Sarstedt) und das Album For Sale. 
2019 veröffentlichte Right Said Fred die Single She Always Laughs, eine englische Version des Titels Die immer lacht von Kerstin Ott.
2019 veröffentlichte die bayerische Band DeSchoWieda zusammen mit Fred und Richard eine Coverversion mit dem Titel I’m Too Sexy (Auf Da Bierbank) feat. Fred and Richard.

## Trivia
- 2007 waren die beiden Brüder in einem Werbespot im deutschen Fernsehen für das Reinigungsmittel Meister Proper zu sehen.[2]
- Der Refrain des Songs Look What You Made Me Do von Taylor Swift aus dem Jahr 2017 basiert auf Teilen von I’m Too Sexy.[3]

## Diskografie
Studioalben

| Jahr | Titel           | Höchstplatzierung, Gesamtwochen, AuszeichnungChartplatzierungen (Jahr, Titel, Platzierungen, Wochen, Auszeichnungen, Anmerkungen) | Höchstplatzierung, Gesamtwochen, AuszeichnungChartplatzierungen (Jahr, Titel, Platzierungen, Wochen, Auszeichnungen, Anmerkungen) | Höchstplatzierung, Gesamtwochen, AuszeichnungChartplatzierungen (Jahr, Titel, Platzierungen, Wochen, Auszeichnungen, Anmerkungen) | Höchstplatzierung, Gesamtwochen, AuszeichnungChartplatzierungen (Jahr, Titel, Platzierungen, Wochen, Auszeichnungen, Anmerkungen) | Höchstplatzierung, Gesamtwochen, AuszeichnungChartplatzierungen (Jahr, Titel, Platzierungen, Wochen, Auszeichnungen, Anmerkungen) | Anmerkungen                                               |
| Jahr | Titel           | DE | AT | CH | UK | US | Anmerkungen                                               |
| ---- | --------------- | --- | --- | --- | --- | --- | --------------------------------------------------------- |
| 1992 | Up              | DE8 Gold · (30 Wo.)DE | AT1 Gold · (17 Wo.)AT | CH22 (12 Wo.)CH | UK1 ×2Doppelplatin · (49 Wo.)UK                                                                                                   | US46 Gold · (20 Wo.)US | Erstveröffentlichung: 16. März 1992 Verkäufe: + 1.482.500 |
| 1993 | Sex and Travel  | DE88 (5 Wo.)DE | AT35 (1 Wo.)AT | — | UK35 (4 Wo.)UK | — | Erstveröffentlichung: 1993                                |
| 1996 | Smashing!       | — | — | — | — | — | Erstveröffentlichung: 1996                                |
| 2001 | Fredhead        | DE2 (34 Wo.)DE | AT4 (12 Wo.)AT | CH75 (3 Wo.)CH | — | — | Erstveröffentlichung: 13. August 2001                     |
| 2002 | Stand Up        | DE9 (10 Wo.)DE | AT29 (6 Wo.)AT | — | — | — | Erstveröffentlichung: 26. August 2002                     |
| 2006 | For Sale        | DE61 (2 Wo.)DE | — | — | — | — | Erstveröffentlichung: 23. Januar 2006                     |
| 2008 | I’m a Celebrity | — | — | — | — | — | Erstveröffentlichung: 14. Oktober 2008                    |
| 2011 | Stop the World  | — | — | — | — | — | Erstveröffentlichung: 1. Mai 2011                         |
| 2017 | Exactly!        | — | — | — | — | — | Erstveröffentlichung: 24. Februar 2017                    |